# Volksbank Niedersachsen-Mitte
Die Volksbank Niedersachsen-Mitte eG ist eine eingetragene Genossenschaftsbank mit Sitz in Hoya im Landkreis Nienburg/Weser in Niedersachsen.

## Geschichte
1906 wurde im Sulinger Gasthaus Louis Meyer nach einem Vortrag „Genossenschaftlicher Zusammenschluss zum Zwecke der Kreditbeschaffung“ die Gründung einer Gewerbebank beschlossen.
In der ersten Sitzung des Vorstands und des Aufsichtsrates wurde Gastwirt Christian Nordmeyer zum Rendanten gewählt. In einem Hinterraum seiner Wirtschaft richtete die Bank ein Geschäftslokal ein, kurz darauf zog man vorübergehend in das Haus von Schlossermeister Johann Leymann in der Kampstraße.
Im November 1908 verlegte die Bank ihr Kontor in das Textil- und Kolonialwarengeschäft ihres Rendanten Heinrich Bunkenburg in der Lindenstraße 9 (heute: Geschäftsstelle der Sulinger Kreiszeitung). Bis 1936 hatte die Gewerbebank hier ihren Standort. Räumlich beengt suchte man nach Expansionsmöglichkeiten: Bunkenburg baute in der Kampstraße 15 neu und stellte ausreichend Platz zur Verfügung.
Seit 1939 führte die Gewerbebank den Namen Volksbank Sulingen e.G.m.b.H. Nach dem Zweiten Weltkrieg brachte der Wiederaufbau der Wirtschaft für die Volksbank einen starken Aufschwung. Aus allen Berufszweigen, besonders aus dem Kreis der Landwirtschaft und der Gewerbetreibenden, konnten neue Kunden gewonnen werden.
Im  September 1952 öffneten die Bank einen Neubau in der Langen Straße. Im gleichen Jahr erfolgte die Fusion mit der 1910 gegründeten Spar- und Darlehenskasse Barenburg eG, die als Zweigstelle der Volksbank bis zum Neubau 1957 im Hause des Kaufmanns Hacht weiter betrieben wurde. In den kommenden Jahren richtete die Volksbank auf dem Land zwei Annahmestellen ein: 1955 im Hause Sandvoß in Scholen und 1959 bei Kütemeyer in Groß Lessen sowie 1965 in Kirchdorf eine Geschäftsstelle.
1968 wurden die Räume in Sulingen zu klein. Seit 1952 hatte sich die Bilanzsumme verzehnfacht, die Mitgliederzahl war von 400 auf 1300 gestiegen. Ein  Neubau gegenüber dem bisherigen Standort an der Langen Straße wurde 1968 bezogen.
Unter der Federführung des Bankdirektors Reinhard Schulze wurde Ende der 1990er Jahre ein Neubau projektiert und im März 2001 wurde das neue Hauptgebäude nach Plänen des Büros Seibold Planung  (Hamburg) auf dem Gelände der ehemaligen Sulinger Stadtmühle realisiert.

### Fusionen
Die Volksbank eG, Sulingen, fusionierte im Laufe der Geschichte mit der Barenburger Spar- und Darlehenskasse, 1981 mit der Volksbank Varrel eG, 1987 mit der Volksbank Wagenfeld eG, 1991 mit der Volksbank Bruchhausen-Vilsen und Umgebung eG, 2003 mit der Volksbank eG Mellinghausen, 2018 mit der Volksbank Diepholz-Barnstorf eG und 2021 mit der Volksbank Aller-Weser eG. Die Firma lautet jetzt Volksbank Niedersachsen-Mitte eG, der juristische Sitz wurde nach Hoya verlegt. 2024 fand eine weitere Fusion mit der Volksbank Syke statt.

## Verbundpartner
Die Volksbank Niedersachsen-Mitte eG gehört zur genossenschaftlichen Finanzgruppe. Zu den Verbundpartnern der Bank zählen:
- Bausparkasse Schwäbisch Hall
- DZ Bank
- R+V Versicherung
- TeamBank
- Union Investment
- VR Smart Finanz
- DZ Hyp